# Oligodon petronellae
Oligodon petronellae är en ormart som beskrevs av Roux 1914. Oligodon petronellae ingår i släktet Oligodon och familjen snokar. Inga underarter finns listade i Catalogue of Life.
Denna orm förekommer i en mindre region vid staden Padang på västra Sumatra. Andra arter av samma släkte lever i skogar och har små ödlor samt deras ägg som föda. Honor av andra släktmedlemmar lägger ägg. Antagligen har Oligodon petronellae samma levnadssätt.
Det är inget känt om populationens storlek och möjliga hot. IUCN kategoriserar arten globalt som otillräckligt studerad.